# Gothia Cup
A Gothia Cup é um grande torneio internacional de futebol para equipes juvenis de todo o mundo, aberto a jovens dos 11 aos 18 anos. É realizado anualmente na cidade sueca de Gotemburgo - hoje em dia abrangendo as vizinhas Alingsås, Mölndal e Kungsbacka, e conta com a presença de mais de 1.500 equipes de mais de 60 países.
A primeira edição deste torneio foi em 1975. A inauguração e a final da competição são feitas no estádio de Ullevi.

## Visão geral

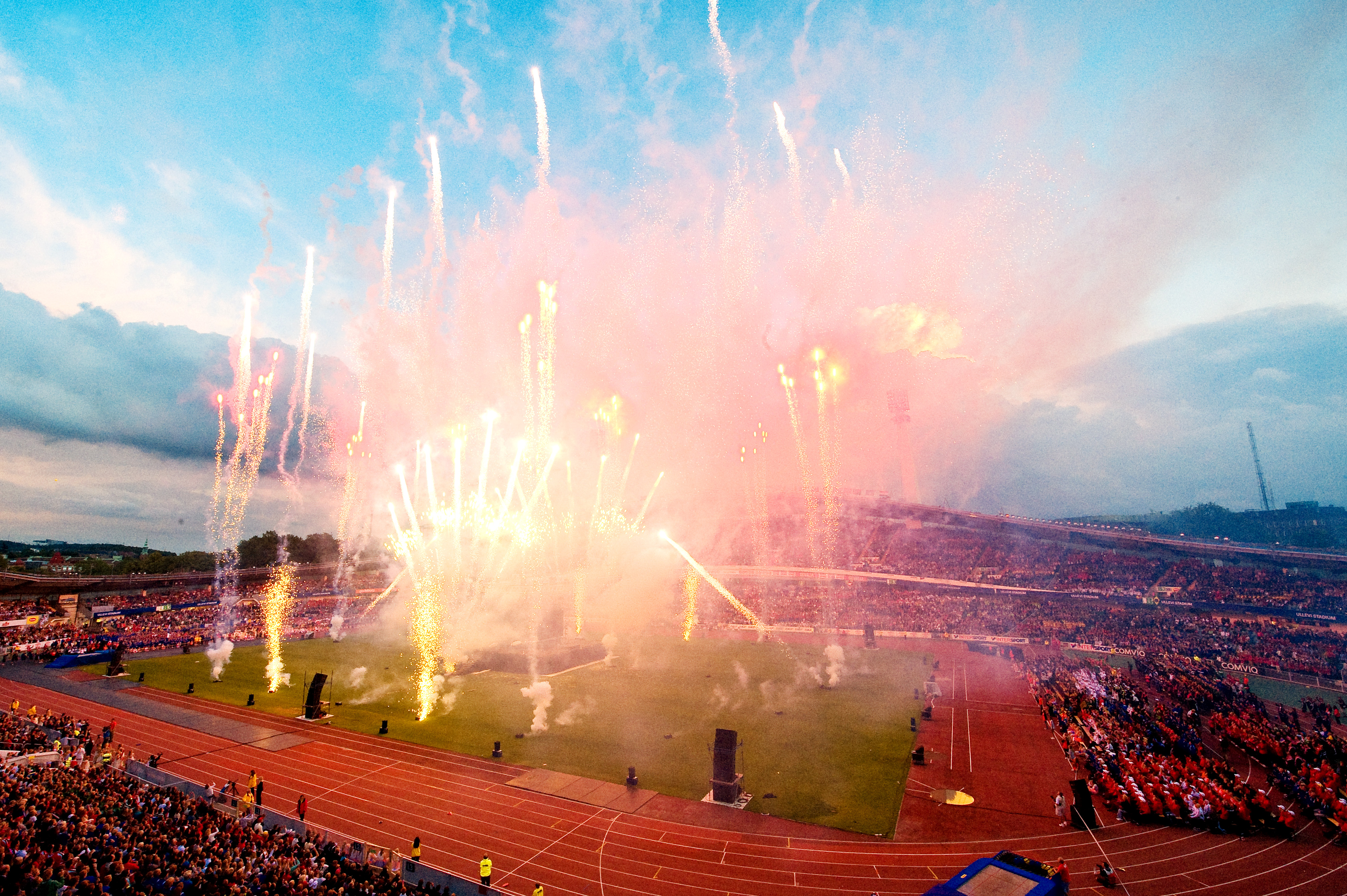
A cerimônia de abertura e as finais são realizadas em Ullevi, Gotemburgo.

Com duração de uma semana, a Gothia Cup é um torneio de futebol juvenil realizado anualmente em Gotemburgo, Suécia, aberto a meninos e meninas de 11 a 18 anos. Em termos de participantes, é o segundo maior torneio de futebol juvenil do mundo, sendo que apenas a Norway Cup é maior. Em 2024, 1911 equipes de 72 países participaram.
A Gothia Cup começou em 1975 com 275 equipes participantes. Em julho de cada ano, o evento se torna o principal acontecimento em Gotemburgo, com (a partir de 2017) 4.349 jogos disputados em 110 campos e 300.000 visitantes no centro em Heden. De acordo com as autoridades turísticas de Gotemburgo, a Gothia Cup de 2006 gerou 282 milhões de coroas suecas em receita turística para a cidade de Gotemburgo e 118 milhões de coroas em receita tributária para a Suécia.
Equipes de todo o mundo competem, como as do Brasil, Emirados Árabes Unidos, Bangladesh e República Tcheca.
Em 2020, pela primeira vez desde a temporada inaugural do torneio, o torneio não foi realizado, devido à pandemia de COVID-19 na Suécia.

### Gothia Cup China
O conceito da Gothia Cup foi exportado para a China na década de 2010. Em 2016, a Gothia Cup China, um torneio irmão da Gothia Cup, foi estabelecido em Shenyang, China. A primeira Gothia Cup China foi realizada de 13 a 19 de agosto de 2016 no recém-construído Gothia Cup Football Park. O torneio contou com 250 equipes participantes de 20 países, embora seja necessária uma citação confiável para comprovar essa informação.

## Estatísticas
| Ano  | Equipes                                           | Países                                            | Participantes                                     | Partidas                                          | Campos utilizados                                 |
| ---- | ------------------------------------------------- | ------------------------------------------------- | ------------------------------------------------- | ------------------------------------------------- | ------------------------------------------------- |
| 1975 | 275                                               | 5                                                 |                                                   | 700                                               | 16                                                |
| 1976 | 320                                               | 8                                                 |                                                   |                                                   |                                                   |
| 1977 | 350                                               | 11                                                |                                                   |                                                   |                                                   |
| 1978 | 400                                               | 20                                                |                                                   |                                                   |                                                   |
| 1979 | 425                                               | 20                                                | 8000                                              |                                                   |                                                   |
| 1980 | 390                                               | 18                                                |                                                   |                                                   |                                                   |
| 1981 | 360                                               | 17                                                |                                                   |                                                   |                                                   |
| 1982 | 265                                               | 18                                                |                                                   |                                                   |                                                   |
| 1983 | 400                                               | 22                                                | 11000                                             |                                                   |                                                   |
| 1984 | 440                                               | 30                                                |                                                   |                                                   |                                                   |
| 1985 | 502                                               | 29                                                |                                                   |                                                   |                                                   |
| 1986 | 550                                               | 31                                                | 15000                                             |                                                   |                                                   |
| 1987 | 740                                               | 38                                                |                                                   |                                                   |                                                   |
| 1988 | 754                                               | 33                                                |                                                   |                                                   |                                                   |
| 1989 | 810                                               | 38                                                |                                                   |                                                   |                                                   |
| 1990 | 940                                               | 42                                                |                                                   |                                                   |                                                   |
| 1991 | 912                                               | 39                                                |                                                   |                                                   |                                                   |
| 1992 | 745                                               | 41                                                |                                                   |                                                   |                                                   |
| 1993 | 810                                               | 44                                                |                                                   |                                                   |                                                   |
| 1994 | 917                                               | 47                                                |                                                   |                                                   |                                                   |
| 1995 | 1094                                              | 48                                                |                                                   |                                                   |                                                   |
| 1996 | 1133                                              | 46                                                |                                                   |                                                   |                                                   |
| 1997 | 1158                                              | 52                                                |                                                   |                                                   |                                                   |
| 1998 | 1124                                              | 56                                                |                                                   |                                                   |                                                   |
| 1999 | 1186                                              | 58                                                |                                                   |                                                   |                                                   |
| 2000 | 1173                                              | 48                                                |                                                   |                                                   |                                                   |
| 2001 | 1184                                              | 60                                                |                                                   | 3140                                              | 64                                                |
| 2002 | 1217                                              | 51                                                |                                                   |                                                   |                                                   |
| 2003 | 1319                                              | 46                                                |                                                   |                                                   |                                                   |
| 2004 | 1476                                              | 57                                                |                                                   |                                                   |                                                   |
| 2005 | 1446                                              | 54                                                |                                                   |                                                   |                                                   |
| 2006 | 1459                                              | 62                                                |                                                   | 4500                                              |                                                   |
| 2007 | 1551                                              | 59                                                | 33346                                             | 4320                                              | 91                                                |
| 2008 | 1571                                              | 61                                                | 34400                                             | 4520                                              | 99                                                |
| 2009 | 1505                                              | 58                                                | 34200                                             | 4521                                              | 110                                               |
| 2010 | 1567                                              | 65                                                | 35200                                             | 4520                                              | 110                                               |
| 2011 | 1570                                              | 70                                                | 35400                                             | 4520                                              | 110                                               |
| 2012 | 1615                                              | 78                                                | 36100                                             | 4580                                              | 110                                               |
| 2014 | 1650                                              | 73                                                | 37400                                             | 4142                                              | 100                                               |
| 2015 | 1754                                              | 74                                                | 39640                                             | 4425                                              | 110                                               |
| 2016 | 1661                                              | 80                                                | 37538                                             | 4170                                              | 110                                               |
| 2017 | 1730                                              | 82                                                | 39098                                             | 4349                                              | 110                                               |
| 2018 | 1731                                              | 78                                                |                                                   | 4424                                              |                                                   |
| 2019 | 1696                                              | 78                                                | 36212                                             | 4356                                              | 104                                               |
| 2020 | Cancelado devido à pandemia de COVID-19 na Suécia | Cancelado devido à pandemia de COVID-19 na Suécia | Cancelado devido à pandemia de COVID-19 na Suécia | Cancelado devido à pandemia de COVID-19 na Suécia | Cancelado devido à pandemia de COVID-19 na Suécia |
| 2021 | Cancelado devido à pandemia de COVID-19 na Suécia | Cancelado devido à pandemia de COVID-19 na Suécia | Cancelado devido à pandemia de COVID-19 na Suécia | Cancelado devido à pandemia de COVID-19 na Suécia | Cancelado devido à pandemia de COVID-19 na Suécia |
| 2022 | 1573                                              | 57                                                |                                                   | 4131                                              |                                                   |
| 2023 | 1878                                              | 69                                                |                                                   | 4771                                              |                                                   |
| 2024 | 1911                                              | 72                                                |                                                   | 4820                                              |                                                   |

## Participantes famosos
Essa lista inclui jogadores notáveis que disputaram a Gothia Cup em sua juventude e, posteriormente, jogaram por suas equipes nacionais.
- Emmanuel Adebayor (com o Les Eperviers)
- Xabi Alonso (com o Antiguoko)
- Joel Asoro (venceu com o IF Brommapojkarna em 2010)
- Júlio Baptista (com o Pequeninos do Jockey)
- Yassine Bounou (com o Wydad AC)
- Gordon Durie (com o Hill of Beath Swifts)
- Marco Etcheverry (com o AD Tahuichi)
- Tobias Hysén
- Zlatan Ibrahimović
- Odilon Kossounou (com o ASEC Mimosas)
- Dejan Kulusevski (venceu com o IF Brommapojkarna em 2010)
- Kim Källström  (venceu com o Partille IF em 1996 e o BK Häcken em 1997)
- Egy Maulana Vikri (com o ASIOP Apacinti)
- Fabián Orellana (com o CSD Colo Colo)
- Andrea Pirlo (venceu com o US Voluntas)
- Erwin Sánchez (com o AD Tahuichi)
- Slobodan Savić (com o Jugović Kać)
- Alan Shearer (com o Wellington Juniors)
- Gylfi Sigurðsson (com o Fimleikafelag Hafnarfjarðar F.H.)
- Bruno Viana (com o Cruzeiro Esporte Clube)
- Cristian Zaccardo (com o FC Spilamberto)
- Zé Roberto (com o Pequeninos do Jockey)
- Fiete Arp (com o KFV Segeberg)
- Morten Behrens (venceu com o KFV Segeberg em 2008)
- Thore Jacobsen (venceu com o KFV Segeberg em 2008)